# Metschnikowia fructicola
Metschnikowia fructicola är en svampart som beskrevs av Kurtzman & Droby 2001. Metschnikowia fructicola ingår i släktet Metschnikowia och familjen Metschnikowiaceae.   Inga underarter finns listade i Catalogue of Life.